# Adeodato Malatesta
Pour les articles homonymes, voir Malatesta.
Adeodato Malatesta est un peintre italien, né à Modène le 6 mai 1806 et mort dans la même ville le 24 décembre 1891. Son œuvre, de style néoclassique, a pour principaux thèmes la peinture sacrée et l'Histoire. Son fils Narcisso Malatesta est également peintre.

## Biographie
Son père sert comme capitaine dans l'armée du grand Duc de Modène. Son prénom, A deo dato, littéralement « donné à Dieu » suggère que son père le destinait à entrer dans les ordres, mais son oncle, voyant ses prédispositions pour les arts, encourage le jeune homme à s'engager dans l'académie royale des beaux-arts de Modène, l'Academia Atestina dont le directeur et professeur Giuseppe Pisani découvre les capacités du jeune élève et obtient qu'il puisse étudier à Florence avec Pietro Benvenuti, Giuseppe Bezzuoli et Lorenzo Bartolini. À Florence, à destination à l'église Saint-François de Modène, il peint Saint François recevant les stigmates. Il peint également une  Sainte Philomène pour l'église votive de Modène.
Puis il s'installe à Rome où il peint le Miracle de saint François pour l'église de Massa Carrara ainsi que Vestizione di Alfonso d'Este expédiée à Vienne. Son séjour romain est de courte durée car il est soupçonné d'exprimer des idées trop libérales. Il quitte Rome pour Venise et travaille au palais Papadopoli sur le Grand Canal et peint un Saint Marc.
En 1833, il retourne à Modène et travaille à l'académie. En, 1839, il en est nommé directeur adjoint puis directeur en remplacement de Pisani. Il poursuit ses activités artistiques et peint le sipario, sorte de rideau de scène du théâtre communal. Pour la comtesse Boschetti de Modène, il peint deux grandes toiles, Abraham bannissant Hagar et le Tobiolo et plus généralement d'autres œuvres comme Invalido della grande armata, Jérémie hurlant sur les ruines de Jérusalem, une Crucifixion et Le Mariage de la Vierge, ces deux dernières toiles comportant de très nombreux personnages. Il peint également un San Bartolomeo à Fiumalbo, un portrait de la comtesse Spalletti en amazone, un Saint Paul pour Concordia (province de Modène), un tableau de La Vierge accompagnée de plusieurs saints pour l'église des dominicains à Modène. Il achève également les portraits des ducs de Modène, François IV et François V et la fille de ce dernier. Il a également fait le portrait du duc de Chambord et le fils aîné du duc de Parme.

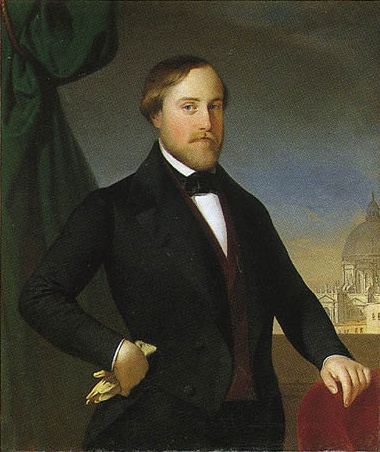
Portrait d'Henri d'Artois.

Son œuvre comporte également des toiles à caractère historique comme La disfatta di Ezzelino da Romano qui remporte le premier prix à l'exposition de Florence en 1862. Parmi ses œuvres, on trouve également un Saint Jérôme pour l'église de Cadecoppi à Composanto, une Madone trônant avec quatre saints pour l'église de Ponzano Bolognese, Agar dans le désert, Souper à Emmaüs pour l'église paroissiale de Legnano, une Gloire de saint Joseph pour l'église de Vérone, Le Mariage mystique de sainte Catherine pour l'église de San Carlo de Modène, Mystères de la Passion en huit panneaux, quatre fresques et quatre huiles sur toiles pour le Collegio de San Carlo de Modène. Dans l'église de San Domenico, il peint la fresque de la coupole représentant saint Dominique émergeant du paradis entourés d'anges. Il a également peint des toiles de genre dont Frutlivendola, Servetta, Pifferaio et Buon Augurio. Il a également dessiné la statue de Luigi Muratori, érigée sur la place qui porte son nom à Modène.
En 1877, en complément de la direction de l'académie, il est nommé directeur de la commission royale pour la sauvegarde des monuments et œuvres d'Émilie. En 1882, il devient directeur de la Galleria Estense de Modène.
Parallèlement à ses nombreuses fonctions, il devient membre honoraire de diverses académies italiennes et récipiendaire de la Croce Estense di San Contado, de l'ordre de l'Aigle d'Este et membre de l'ordre des saints Maurice et Lazare ainsi que de l'ordre de la couronne d'Italie.
Il est décrit par Ashton Rollins comme un gentleman « de la vieille école n'ayant pas une haute opinion de ses activités, actif dans un centre provincial ». Rollins note également que le « caractère général de l'œuvre de Malatesta et l'attrait pour la figuration dans le style historiciste italien dans une époque où la tendance générale relève d'une forme d'expression naturaliste lui confèrent une place éminente dans le groupe auquel appartient Francesco Podesti et les autres peintres historicistes » de la moitié du XIXe siècle.

## Œuvres principales
- San Francesco d'Assisi che riceve le stimmate, chiesa di corso Canalchiaro (1830)
- La disfatta di Ezzelino da Romano (1856)
- Ritratto di Gregorio VII
- Ritratto di Maria Beatrice Vittoria di Savoia
- La vestizione di Alfonso III d'Este (1841)
- Arrigo IV imperatore a Canossa
- Tobiolo che ridona la vista al padre (1844)
- Gesù crocifisso sul calvario (1846-1850)
- Ezzelino vinto dai popoli italiani presso il ponte a Cassano d'Adda
- S.Girolamo nel deserto di Calcide
- Dipinto sulla cupola del Santuario di Fiorano
- Madonna in trono con il Bambino e i santi Sebastiano, Fabiano, Antonio abate e Francesco d'Assisi, chiesa di Panzano.

## Sources
- (en) Cet article est partiellement ou en totalité issu de l’article de Wikipédia en anglais intitulé « Adeodato Malatesta » (voir la liste des auteurs).